# Neoleptoneta rainesi
Neoleptoneta rainesi là một loài nhện trong họ Leptonetidae.
Loài này thuộc chi Neoleptoneta. Neoleptoneta rainesi được Willis J. Gertsch miêu tả năm 1971.